# 室町時代
室町時代（むろまちじだい）は、日本の歴史において室町幕府（足利将軍家）によって統治されていた時代を指す。「室町時代」の名称は、京都の室町に幕府が置かれていたことに由来する。

## 概要
広義では「室町幕府が存在した時代」に当たり、足利尊氏が建武式目を制定した1336年（建武3年/南朝：延元元年）または征夷大将軍に補任された1338年（建武5年/延元3年）から、15代将軍義昭が織田信長によって京都から追放される1573年（元亀4年）までの237年間、もしくは235年間を指す。
狭義では建武新政から明徳の和約による南北朝合一（1392年、明徳3年/元中9年）までの最初の約60年間を南北朝時代、応仁の乱（1467年、応仁元年）または明応の政変（1493年、明応2年）以後の時代を戦国時代と区分して、その間の75年間から100年間を室町時代と区分する場合もある。

## 歴史

### 南北朝期
建武3年/延元元年（1336年、後醍醐天皇と対立した足利尊氏が持明院統（北朝）の天皇を擁立し幕府を開いたが、明徳3年/元中9年（1392年）、3代将軍義満によって南北朝が統一され、最終的に武家が優位に立った。将軍直轄の軍事力や財政基盤は弱く、中央の幕府が上位に立ち、地域権力たる守護大名がその監督下にありつつも、両者が相互補完的に政治的経済的支配を展開した（室町幕府-守護体制）。
義満が京都北小路室町に花の御所を造営して以降、歴代将軍を室町殿（むろまちどの）と呼んだことから、その政権を室町幕府、時代を室町時代と呼ぶ。なお、将軍の政権・支配機構を指して「幕府」という言葉を用いるようになるのは後世のことである。
義満の時代に国内は安定したものの、応仁の乱（応仁元年 - 文明9年（1467年 - 1477年））ないし明応の政変（明応2年（1493年））以降は全国動乱の時代（戦国時代）を迎え、それまでの幕府 - 守護体制・荘園公領制が崩壊するとともに、各地に独立勢力とも言える戦国大名が並立するようになる。
室町時代は、鎌倉時代以前には見られない出自不明の農民・商人層の社会進出を可能とし、日本史上初めて顔が見える民衆を登場させた時代でもある。旧勢力の没落と新勢力の興隆の時代として捉えることができる（→下克上）。戦乱が続く時代だったが、経済面においては農業・工業ともに技術が向上し、生産も増大、内外の流通が盛んになった。文化面の充実も著しい時期である。
また、この時代において、ほんの些細ないざこざ（例えば、頭を下げる下げない、笑った笑わない、等）で民衆或いは武士をも巻き込む大騒動に発展することが日常茶飯事だった（「太平記絵巻」にその様子が描かれている）といわれ、これには幕府も手を焼いた、という。
建武の新政を開始した後醍醐天皇は、優れた政治的才覚により種々の先進的な法令改革を行い、これらは後の室町幕府や南朝の政策・法制度の基礎となった。後醍醐（諱は「尊治」）は、北条氏の親族として鎌倉幕府で力のあった足利氏の当主である足利高氏に、「尊氏」の偏諱や鎮守府将軍（のち征東将軍）の地位を与えて重用し、建武政権の中枢に取り込んだ。こうした反面、相次ぐ北条氏残党の反乱や、恩賞に不満を持つ武士など、一定の火種はくすぶっていた。のち、北条時行による中先代の乱を鎮圧した尊氏は、独自の裁量で武士たちに恩賞を配りはじめた。これを自身への反乱と誤認した後醍醐天皇は、尊氏討伐を決め、建武の乱が発生した。延元元年/建武3年（1336年）、建武の乱に勝利した尊氏は、持明院統の光明天皇を擁立し、幕府を開き、両統迭立を再開させた。同年末、後醍醐は京都を脱出して大和国の吉野に南朝を開いたことから、両統迭立ではなく南朝と北朝（持明院統）の内乱が長期にわたって繰り広げられることになった。この2年後、尊氏は北朝から征夷大将軍に任命される。対する南朝方は各地の武士の勧誘も不調で、その勢力は河内の楠木正行、九州の懐良親王などわずかなものとなった。正平3年/貞和4年(1348年)には正行が高師直率いる幕府軍に敗死。師直は吉野の行宮を焼き払い、南朝はさらに奥地の賀名生に逼塞する事態となる。
ここに内乱の帰趨は決したかに見えたが、幕府では翌正平3年/貞和4年(1349年)に政務を執ってきた尊氏の弟で保守派の直義と革新派の執事高師直の対立が起こり、やがて守護や諸国の国人が尊氏・師直派と直義派の二派に分かれる全国規模の抗争に発展する（観応の擾乱）。当初は直義が優位に立ち、師直は正平6年/観応2年（1351年）に直義派の上杉重季によって殺害される。しかしその後、尊氏が直義派の切り崩しを行ったことにより形勢が逆転し、翌正平7年（1352年）に直義は伊豆で降伏。浄妙寺境内の延福寺に幽閉され、その後急死した。その後も争乱は続き、南軍は京都に侵攻して北朝の崇光天皇を廃立し、光厳・光明・崇光の三上皇と皇太子直仁親王を拉致している。九州や中国地方では直義の養子である直冬が勢力を拡大し、山陰の山名氏とともに京都に攻め上るなど、反幕府方の抵抗が続いた。

### 幕府安定期

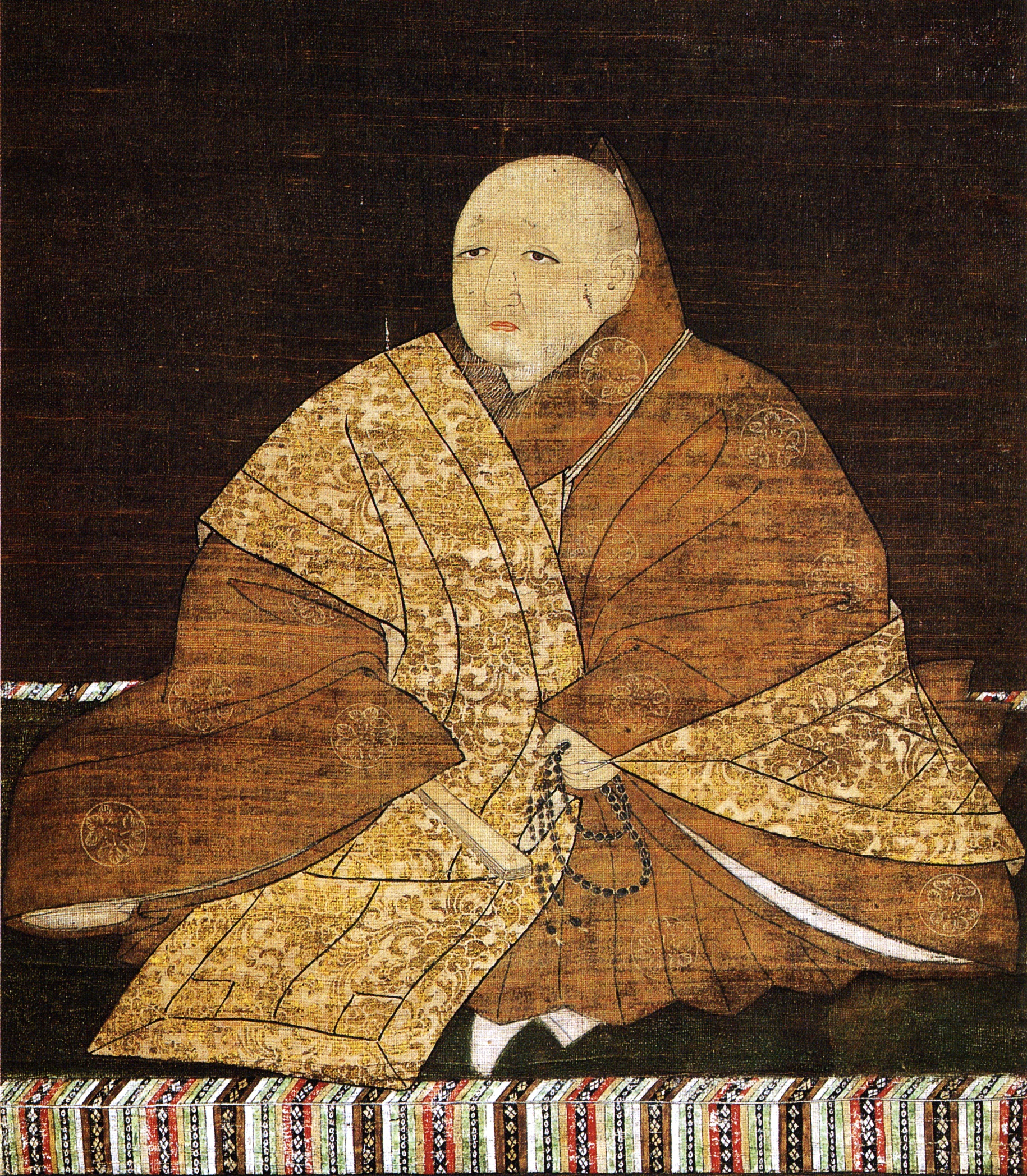
3代将軍足利義満

貞治6年/正平22年（1367年）、2代将軍足利義詮が死去し、10歳の義満が3代将軍となった。このころまでに反幕府方の大内弘世・上杉憲顕・山名時氏らが幕府に降っており、九州では後醍醐の皇子・征西将軍懐良親王が中国明朝より「日本国王」として冊封を受けてなお勢力を拡大していたものの、中央の南朝方は抵抗力をほとんど失っていた。管領細川頼之は幼い将軍を補佐し、応安2年/正平24年（1369年）には南軍の将楠木正儀を寝返らせ、九州の南朝勢力排除のために今川貞世を派遣、内政においては新興の禅宗である南禅寺と旧仏教勢力の比叡山との対立問題の対応や半済の実施などを行い、幕府権力の安定化を推し進めていった。康暦元年/天授5年（1379年）には康暦の政変で頼之が失脚し、後任には斯波義将が就任する。義満は奉公衆と呼ばれる将軍直轄の軍事力を整え、有力守護大名の山名氏や大内氏を挑発してそれぞれ明徳の乱、応永の乱で追討し、将軍権力を固めて、明徳の和約によって南北朝を合一し、天皇に迫る権力を確立する。
足利義満が急死すると、4代将軍の足利義持は斯波義将に補佐され、義満に対する太上天皇の追号を辞退し、勘合貿易での明との通商を一時停止するなど義満の政策を否定し幕政を守旧的なものに改める。これは貴族色が強まった義満晩年の政策に反感を抱く武士達の不満に応えたものであった。応永30年（1423年）に実子の足利義量に将軍職を譲るが義量が早世し、さらに義持自身も後継者を決めないまま死去する。6代将軍は籤引きで選ばれることとされ、義満の子で僧門に入っていた義円が還俗して足利義教を名乗り、将軍に就任する。
足利義満が南北朝合一を達成し幕府権力を絶大にしたものの、義満急死後は大名合議制に戻り相対的に将軍の権力も低下した。更に民衆による土一揆の発生や後南朝による南朝再興運動など、幕府にとってはかつてない事態に遭遇するようになった。そのような中で諸大名にとっても領国統治の必要上、将軍のこれ以上の権威の低下は避けたいとの思惑もあった。比叡山座主であった足利義教がくじ引きで将軍になると、土岐氏・赤松氏・大内氏らの有力守護大名の後継争いに積極的に干渉し将軍権力の強化に努めた。更に幕府に反抗的だった鎌倉公方足利持氏を永享の乱で、その残党を結城合戦で討伐すると全国に足利将軍に表向きに刃向かう勢力は無くなり、一見社会は安定に向かうかに見えた。だが、余りにも強硬な政治姿勢が人々に「恐怖政治」との反発を抱かせ、嘉吉元年（1441年）に赤松満祐により義教は暗殺された（嘉吉の乱）。これをきっかけに将軍の力は衰えた。
義教の急死により息子の義勝が幼少にて7代将軍となるが、在位1年で早世した。義勝の死後、8代将軍足利義政が就任する。幼少の将軍が続いたため有力大名による合議で幕政が運営された。
関東で鎌倉公方足利成氏が関東管領上杉憲忠を暗殺したことに端を発し享徳の乱が勃発すると、義政は成氏への対抗策として前年に還俗させた異母兄の政知を正式な鎌倉公方として関東に送った。しかし政知は鎌倉に入ることが出来ず、手前の伊豆の堀越に留まりそこに堀越御所を築いた。一方で成氏の方は今川範忠に鎌倉を占拠されたため、下総の古河を新たな本拠とした。これにより、堀越公方と古河公方という二つの鎌倉公方が並立することになった。
義政は子供に恵まれなかったために弟の義視を養子として後継者に指名したが、正室の日野富子に息子・義尚が生まれると、将軍後継問題が発生した。義政は義視を中継ぎとして就任させてから、その上で義尚を将軍にするつもりであったが、義尚の養育係であった政所執事伊勢貞親は義視の将軍就任に反対であった。文正元年（1466年）、貞親は斯波氏の家督争い（武衛騒動）に介入し斯波義敏に家督を与えるよう義政に求め、義政もこれに応じた。しかし有力大名の山名宗全は斯波義廉を支持し、これに反発した。貞親は義敏に加え、日明貿易の利権をめぐって細川勝元と対立していた大内政弘も抱き込み一大派閥を結成した上で、義視に謀反の疑いありと義政に讒言し義視の排除を図った。しかし義視が勝元邸に駆け込み救援を求めると、勝元と宗全は結託して義政に抗議し、これにより貞親は失脚し京を去った（文正の政変）。側近である貞親の失脚により義政は将軍親政を行うことが不可能となり、義政の権威は失墜した。

### 応仁の乱

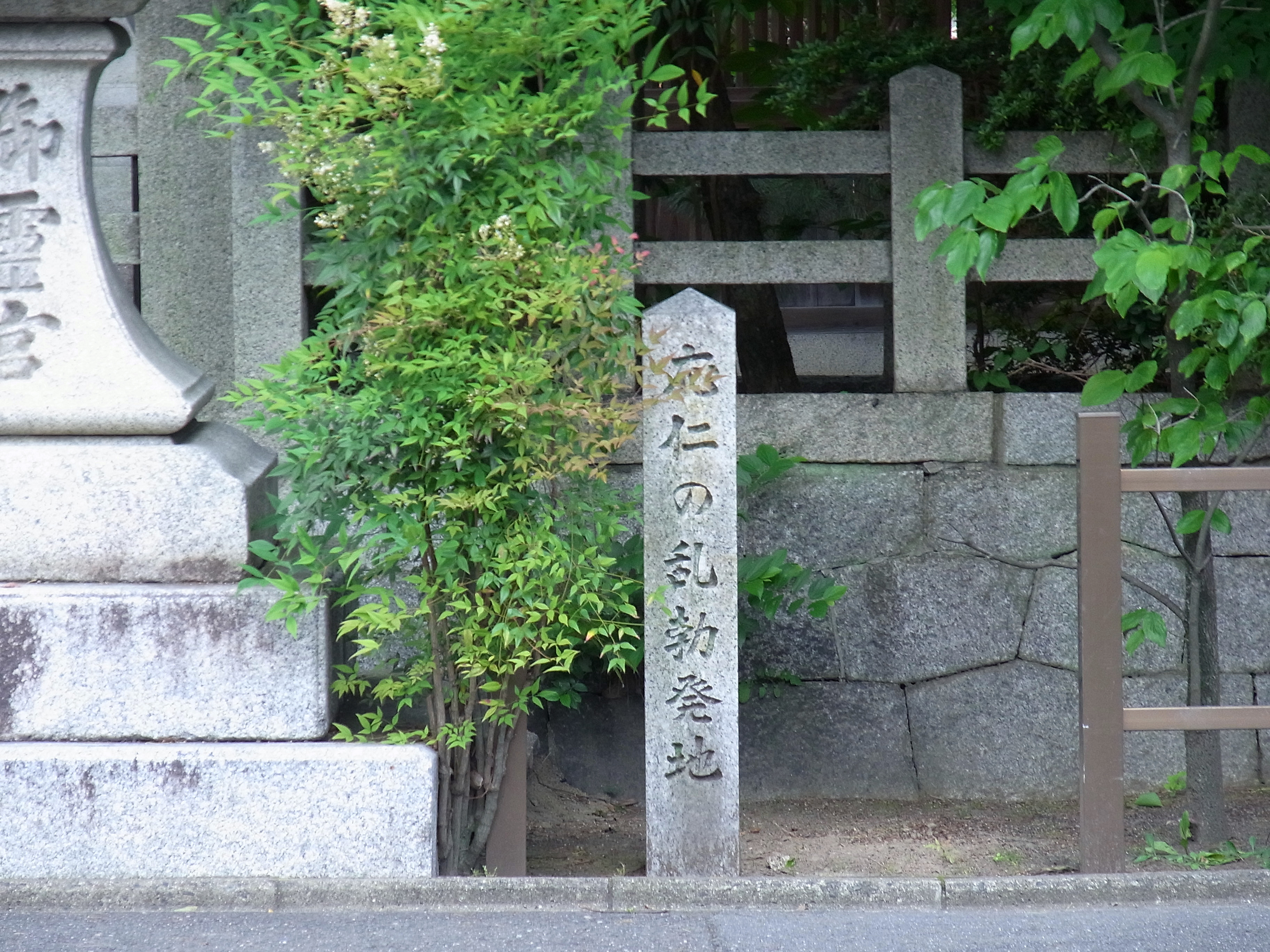
「応仁の乱勃発地」の石碑（上御霊神社鳥居前）

その後、宗全は畠山氏の家督をめぐって畠山政長と争っていた畠山義就を味方に引き入れ、義就に上洛を促した。義就を利用して幕政を牛耳ることが宗全の狙いであった。一方でこれは政長に肩入れする勝元との対立を意味していた。義政は宗全・義就陣営の軍事的優位を悟り、義就支持を表明し政長を管領職から罷免し、宗全に近い斯波義廉を新たな管領に任命した。政長はこれに反発し、上御霊神社に陣取り将軍御所をうかがう姿勢を見せた。義政は山名・細川両名に畠山家への軍事介入を禁じ、義就と政長を一対一で対決させることで事態の収拾を図った。勝元は義政の命令に従ったが、宗全はこれを無視し義就と共に政長を攻撃した。政長は敗走し、勝元の屋敷へと逃げ込んだ。派閥の領袖としての面目を潰された格好となった勝元は、宗全との全面対決を決意した。
やがて、両者の対立は全国の大名の兵力を政治の中心地である京都に結集して遂に大規模な軍事衝突を引き起こした。これが応仁の乱である。陣を構えた場所から細川方を「東軍」、山名方を「西軍」と呼ぶ。勝元の要請に応じ義政は東軍に将軍旗を与え、西軍を賊軍とした。これにより東軍は正当性の面で優位に立ったが、大内政弘が入京すると西軍は形勢を盛り返した。更に義政が貞親を政務に復帰させると、これに反発した義視は西軍へと奔り、西軍諸将は義視を新将軍と仰いだ。これにより足利将軍家は二つに分裂した。その後、戦局が膠着状態に陥ると両軍の間に厭戦感情が広がるが、東軍の赤松政則や西軍の畠山義就は和睦に反対であり、勝元も宗全もこうした和睦反対派を説き伏せることが出来ずにいた。勝元と宗全が多くの大名を自陣営に引き入れた結果、参戦大名が抱える問題の解決や、彼らが求める利益分配に応えることが困難となり、陣営をまとめることが出来なくなっていた。結果的に首都で延々と11年間も決着が付かない軍事衝突を断続的に行うことになった。両軍の総大将である勝元と宗全が相次いで病死しても、義政が息子の義尚に将軍職を譲って隠居しても、諸大名は兵を撤退させることは無かった。兵を撤退させることになったのは、余りの長い戦争に耐え切れなくなった領国で不穏な動きが相次いだからである。結果、応仁の乱は首都・京都を焦土としただけで何ら勝敗を決することなく終結したのである。だが、応仁の乱をきっかけにした戦闘は乱終結後も地方へと拡大し、関東の享徳の乱も更に10年近く戦いが継続した。この一連の戦闘は日本全土を巻き込み、戦国時代と呼ばれる混沌とした時代へと突入するきっかけとなった。

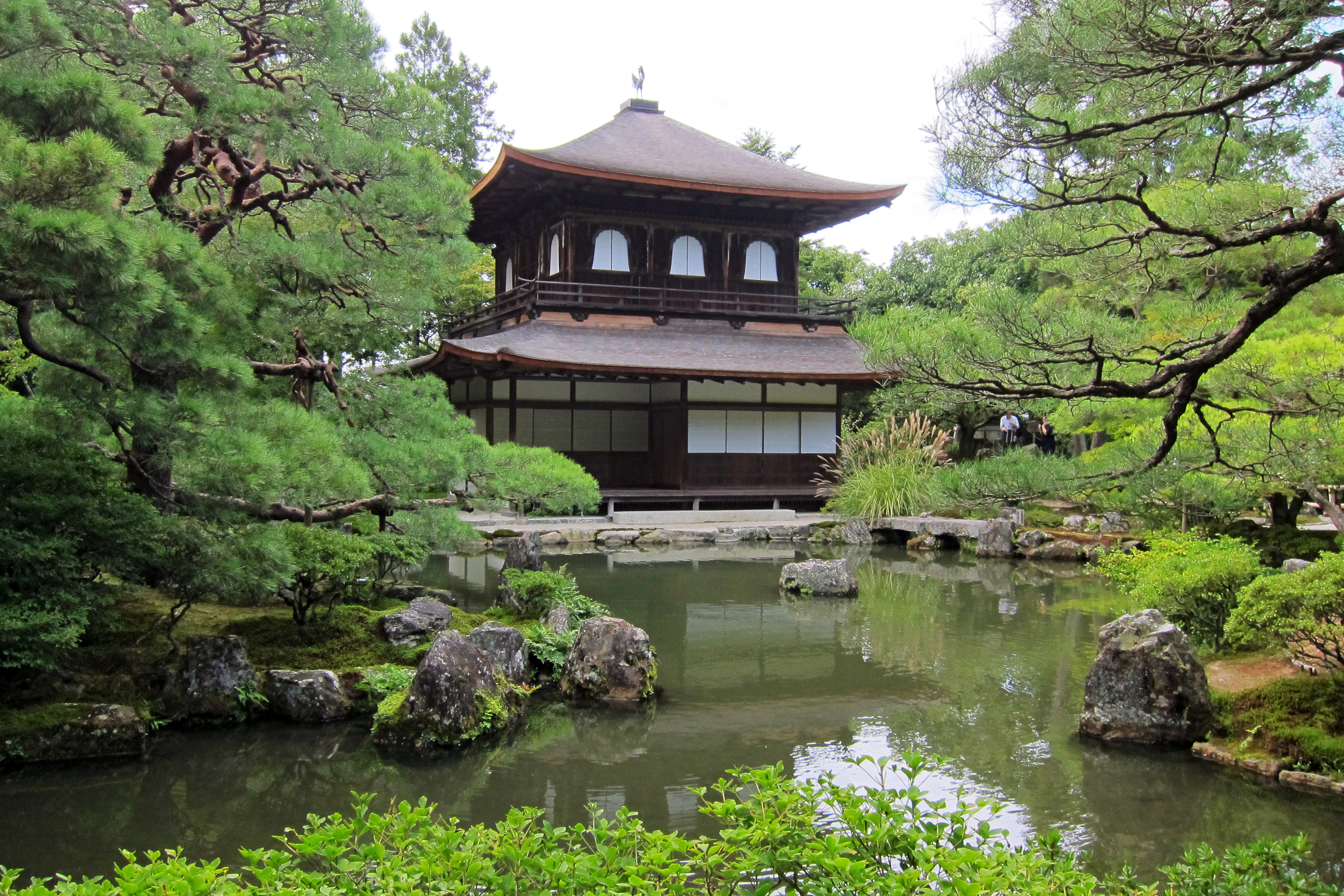
慈照寺銀閣

その後足利将軍家では、義政が義尚への政務の移譲を宣言し東山山荘に移り住んでからも、実際には権力を保持し続けたため室町殿と東山殿の二重権力状態が続いた。日本庭園や書院造の建物に情熱を注いでいた義政は、これらの造営費用を捻出するためにも権力を手放すことは出来なかった。こういった義政の芸術保護は後の東山文化発展の基礎となり、後々の日本文化に大きな影響を与えた。一方で義政の干渉を疎ましく思った義尚は、その治世の晩年には六角征伐と並行して、義政の影響力を排除するために室町第ではなく近江で政務を行うようになった。
また応仁の乱以降、多くの守護大名が京都を離れ在国するようになり、守護在京制が形骸化した。理由の一つは幕府の権威が失墜したためである。もう一つは、幕府の権威が失墜したことでそこに由来していた守護としての統治権が揺らぎ、大名は己の実力で領国支配を維持しなければならなくなったためである。配下であった守護代や国人衆による下克上、更には加賀一向一揆や山城国一揆に代表される民衆の一揆にもその領国支配を脅かされるようになっていくのである。

### 戦国期
応仁の乱で将軍の権威は大きく失墜し幕府の権力は衰退した。足利義維の「堺幕府」や足利義昭の「鞆幕府」や足利義材「放生津幕府」など足利将軍家の亡命幕府が樹立されたが軍事的な実権はある程度保たれていた。義政が隠居した後、義尚は寺社本所領と奉公衆の所領を押領していた六角行高を討伐するため、守護大名や奉公衆の軍勢を率いて将軍親征を行った（長享・延徳の乱）。義尚が陣中にて若くして病没したことで討伐軍は撤退したものの、後を継いで10代将軍の座に就いた義視の子・足利義材もまた義尚と同様に六角征伐を行っており、この時までは足利将軍は武家の棟梁、すなわち軍事的指導者としての役割を期待されていた。だが六角征伐の後、明応2年（1493年）に義材が畠山政長と協力して河内の畠山基家討伐に向かったことで義材と将軍家の運命は大きく狂うこととなる。義材と対立していた細川政元は、富子や伊勢貞宗と示し合わせて義材が京を離れた隙に挙兵し、堀越公方足利政知の息子である清晃（足利義澄）を11代将軍に擁立した（明応の政変）。孤立無援となった政長は正覚寺で自害。義材は捕縛され、上原元秀の屋敷に幽閉された（後に逃亡）。一方で、このクーデターを認めず義材の方こそが正当な将軍であるとみなした大名もいた。これ以降、足利将軍家は「義澄系」と「義稙系」（義材系）の二つの系統に分裂した状態が永らく続くこととなる。戦国時代の始期は長らく応仁の乱がきっかけとされてきたが、今日では明応の政変が始期であるとする説が有力になっている。
家臣である管領が将軍を廃したこの事件で、政元は細川京兆家による管領職の世襲化と独占状態を確立、さらに将軍の廃立権をも手中に収めたが、程なく自らの後継者を巡る家中の内紛で暗殺された。以後、政元の養子である澄元と高国が細川京兆家の家督を巡って争いを始めた（永正の錯乱）。これを知った前将軍義稙（義材改め）は、大内義興と共に中国地方の長門から上洛、細川高国の出迎えを受けて将軍位に復した。だが、大内義興が本国情勢によって帰国すると大内の軍事力を失った高国方は一時劣勢となり、澄元と三好之長に攻められ近江坂本まで後退する。この状況を見た義稙は高国を見限り澄元方へと鞍替えした。しかし、六角定頼の支援を取り付けた高国は再び京へ進軍し之長を破った（等持院の戦い）。その後、高国の追撃を受けた澄元は阿波にまで追いやられそこで病没した。高国は亡命先で没した義澄の遺児・足利義晴を12代将軍に擁立して義稙を廃した。
最終的に澄元の子・晴元が高国を倒し（大物崩れ）、義晴と和睦しその管領になる事で20年以上にわたる内紛に終止符を打った。結局、明応の政変から始まった一連の内紛で中央政権としての室町幕府の機能は完全に崩壊し、京都周辺を治めるだけの一地方勢力へと転落、将軍は辛うじて戦国大名への権威付けとしての存在感を示すだけの形式的な存在と化した。
だが、晴元が政権獲得の最終段階で功臣・三好元長を、三好政長や茨木長隆らと結託して死に追いやった事が後年大きく裏目に出る。元長の子である長慶兄弟が父の仇である政長を討ち滅ぼすと（江口の戦い）、長慶の勢いを恐れた晴元は京を捨て近江に逃亡し細川政権は崩壊した。長慶は上洛し13代将軍足利義輝を傀儡化した。長慶は晴元の後任に、高国の養子であった細川氏綱を擁立することで晴元の職権を奪い、相伴衆の一員として幕政の全権を掌握した。だがその後、弟の十河一存や三好実休、嫡男の三好義興が亡くなるなど身内の不幸が相次ぎ、畠山高政や六角義賢ら反三好勢力の活発化も重なり三好政権は不安定化する。晩年には病気がちであった長慶は失意のうちに亡くなった。
この状況を見た義輝は、関東管領上杉謙信をはじめとする親将軍家の戦国大名の支援を受けながら将軍権威の再建に努めるが、その矢先に三好政権の実力者であった三好三人衆らが御所を襲撃、大勢の幕臣とともに殺害された（永禄の変）。

### 織豊期

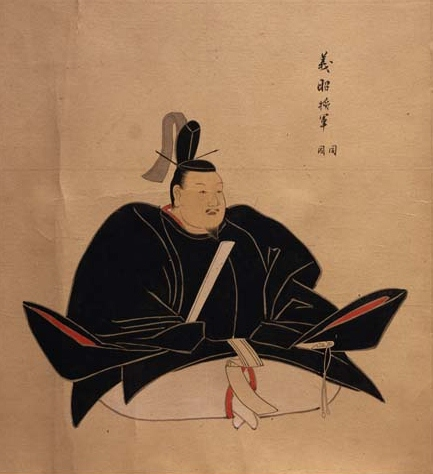
15代将軍足利義昭

義輝の死後、その弟・足利義昭は管領斯波氏の守護代の元家臣である有力大名・織田信長の支援を受けて上洛し、三好義継らを臣従させて将軍に就任する。だが、やがて幕府の権威に依らない新秩序形成を目指す信長と旧来の将軍・幕府中心の秩序の再建を目指す義昭は敵対し、元亀4年（1573年）に義昭は信長によって京都から追放された。それ以降、義昭は各地を転々とした後、中国地方の有力大名・毛利輝元の支配下にあった備後の鞆の浦へと下向した。信長は義昭の子足利義尋を当初は擁立するものの、やがて僧籍に入れて排除した。また、管領・守護などの幕府組織も信長の築く政治機構の内に吸収されていった。
しかし、織田家と対立する毛利領に移った義昭は、朝廷からは征夷大将軍職を解任されなかったので、備後から書状や重臣を派遣することにより各地の大名を動員し、信長征討活動を長期に渡って行った。長らく義昭の京都からの下向をもって室町幕府および室町時代の終期と看做されていたが、昨今では備後幕府（鞆幕府）の地位が改めて見直され、室町幕府の存続が認められつつある。
信長が自らの重臣・明智光秀によって討たれ（本能寺の変）、その仇討ちをしたもう一人の重臣である羽柴秀吉が関白太政大臣となり、義昭が帰京して将軍を辞任したところで、ようやく静かに足利時代は幕を閉じた。
→地方情勢については戦国時代 (日本)を参照

## 経済と社会

### 農業

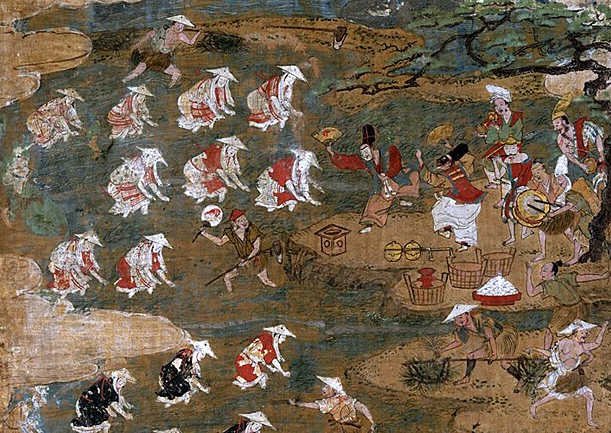
16世紀の田植えの光景（月次風俗図屏風）

鎌倉時代から農業生産力が向上する。西日本から関東地方に波及した二毛作の技術や牛馬耕、水車などを利用した灌漑施設の整備や肥料の発達などは生産力を向上させ、さらに農業技術の進歩で集約的・多角的な農業を行い、自立農民の成長を促して郷村制の成立をもたらす。なお、稲に関しては室町時代に今日のベトナムから占城米（当時は中国からの流入であったため「大唐米」等と呼ばれていた）が伝来した点が特筆される。この品種はそれ以前のものより虫害や旱害に強く、結果的に収穫量が多くなった。
室町時代後期になると荘園領主や戦国大名が広域を支配することにより、中世を上回る政治権力と経済力による広範囲の灌漑工事や治水事業などが行われ、新開地の増大や低湿地帯の安定化などにより、生産力が飛躍的に向上したことも大きい。
また、この時期から手工業原料となる胡麻や桑、楮なども栽培される。それまでは輸入に頼るのみであった木綿の栽培も16世紀頃から三河地方において栽培されはじめる。この木綿の生産は帆布としての用途があり、海運事業の面でも多くの利益があった。このほか、枇杷・梨・柿・瓜などの果実類の流通が発展したため、産地名を冠して呼ばれるようになったのも室町時代からである。

### 手工業

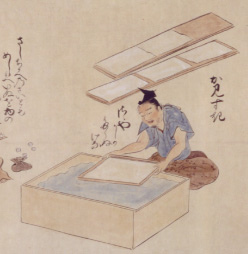
紙漉き職人（『職人尽歌合』）

農民の自立が進むと、それまで宮廷に属していた工人も解放されて自立し、手工業が一般的に行われ市場が成立する。日用品や農具、織物や紙など。今日各地方の特産物と呼ばれるものは室町時代が起源であるものも多く、京都の西陣では明から輸入した生糸を利用して高級織物である西陣織がつくられた。
そのほか、日明貿易の関係上、堺、山口、博多などの都市近辺で高級織物が生産されるようになったほか、社寺の建立が地方にも拡大したため、製紙業が大きく発展したことと、製陶業が応仁の乱前後から地方にも広まった点が室町時代の特徴である。
また室町時代前期には大寺社の改修や建立により、後期には戦国大名の城郭・軍船などの建設の関係上、鎌倉時代よりも林業が発達、流通も行われた。天文初年の本願寺修築に土佐国にもとめているほか、天文年間の京の材木座には美濃や飛騨の材木が取り扱われている。

### 商業
農業生産力の向上や手工業の独立は市場を成立させ、都市や交通の要地とされる場所では市場が発達した。鎌倉時代の三斎市から月に6回定期的に開かれる六斎市など定期市や、都市部での見世棚をもった常設の店舗に、特定商品のみの卸売市場、卸売業を営む問屋も発生する。行商人は連雀商人と呼ばれた。平安時代あたりから公家や寺社を本所として販売の独占権や関税の免除などの特権を得る座と呼ばれる閉鎖的な商業独占体制は、成長する戦国大名によって自営営業を許す楽市・楽座によって廃止の方向へ向かう。室町幕府から段銭・棟別銭など銭納が実施されて、土倉や酒屋から土倉役・酒屋役など巨額の税金をかけられた。

### 経済

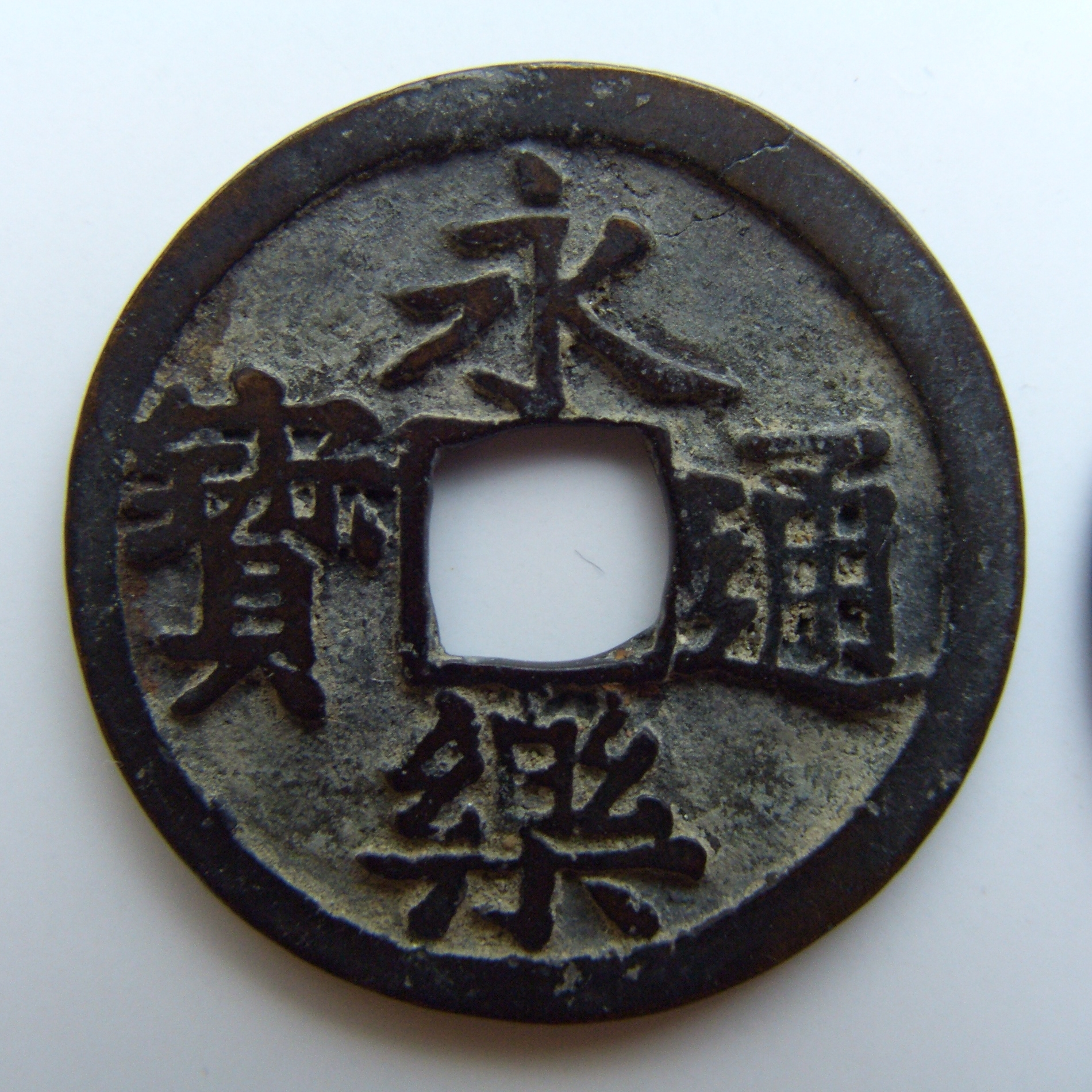
永楽通宝

標準貨幣は永楽通宝であったが、室町幕府は貨幣を鋳造せずに日明貿易で明銭を輸入して流通させていた。東日本に貨幣経済が浸透しつつあり通貨需要が増大したことで流通貨幣が不足した。勝山記によると1514年・1515年・1516年・1519年・1525年・1529年に銭飢渇という状態に陥ったと記録されている（要因として10代将軍足利義稙派と11代将軍足利義澄派による政情不安と大永3年（1523年）の寧波の乱による私貿易拒否や密貿易取締強化が考えられる）。代替通貨として私鋳銭など鐚銭が大量に流通したが、受取拒否により商取引決済に支障をきたすようになると有力守護大名や幕府は度々撰銭令で規定割合の悪銭の受取拒否を規制した。東日本では永楽銭が好んで流通されたが、西日本では明銭は鐚銭同様に嫌われた。特に商人の間では数百年間の流通実績がある宋銭が最も信用され、宋銭を蓄えつつ支払いに明銭や鐚銭を利用して押し付けあうグレシャムの法則が見られた。

### 都市

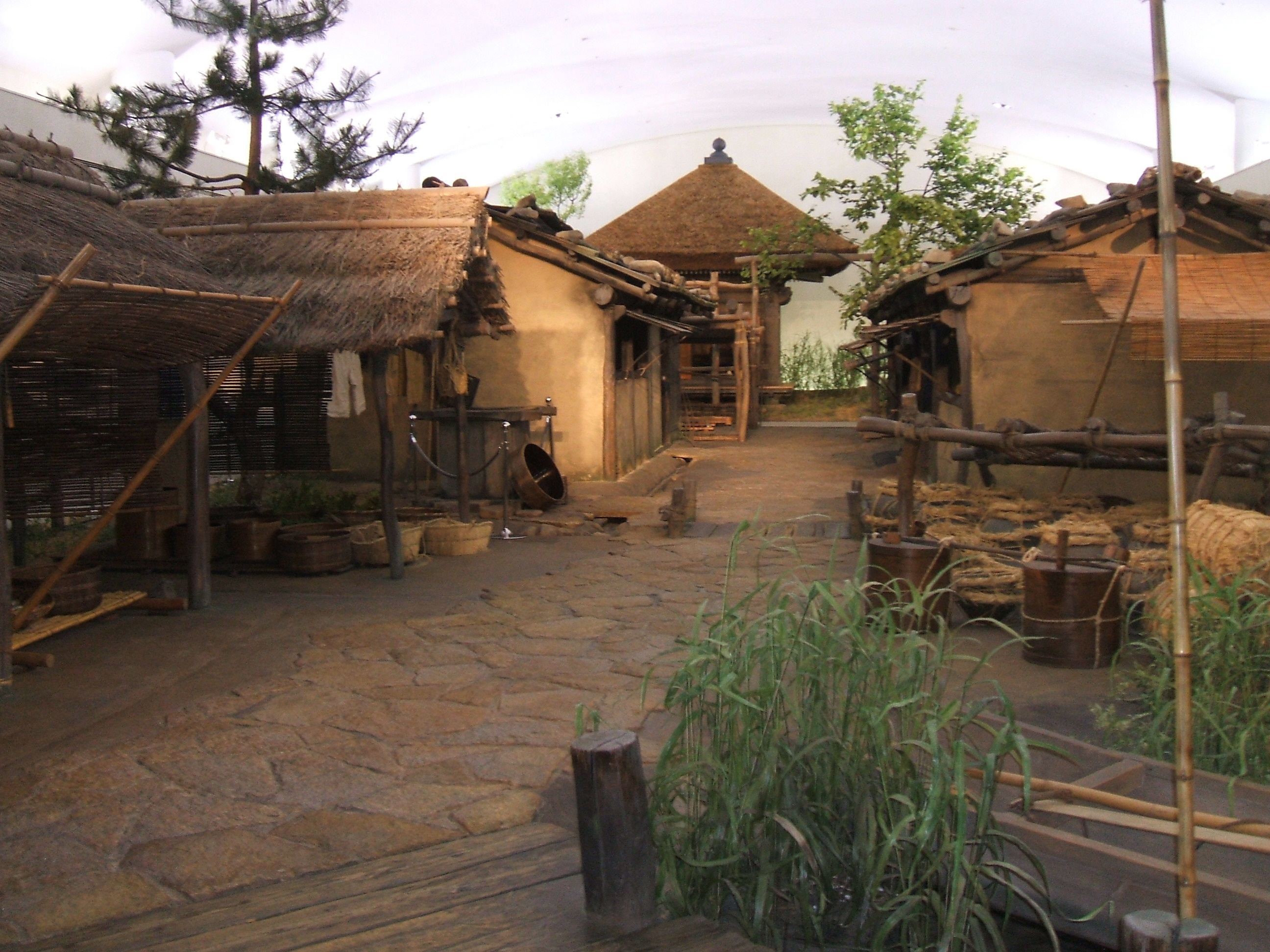
14世紀代の草戸千軒町を再現したジオラマ（広島県立歴史博物館）

市場の成立や交通の整備は都市の発展を促す。農業生産量の向上により余剰生産物が商品として市場に出回り、それに伴い農村にも商品経済と貨幣経済が浸透していくのが室町前期から中期の傾向である。また、この時代には伊勢詣や西国33ヵ所など寺社参りが流行し、人々の往来が活発になるにつれ宿（しゅく）を中心とした宿場町と言うべき都市が街道沿いに発生し始めた。これら交通の発展はそれに従事する交通業者の発達を促し、宿場町は徐々に大きくなっていく。さらに応仁の乱の戦火などは各種都市の発達をもたらした。
その後、守護大名は城下町を整備。同時に支城を地域支配の拠点とし、本拠地と支城を結ぶ街道を整備することにより、街道沿いの宿場も保護され拡大していくことになる。これらの宿場には通行税である関銭を徴収する一面もあったが、領国内の必要物資の中継・流通拠点ともなり、それに伴う人口の増加は分国経済の一部となったのである。同時に、鎌倉時代にはあいまいな部分もあった都市と農村が区分され、封建社会における身分制の発生の端緒となった。
堺（大阪府堺市）や博多（福岡県福岡市）などでは会合衆を中心に自治的な都市運営を行っており、応仁の乱以後は武装して防衛をしており自治的性格を持っていた。中世の代表的自治都市である堺は宣教師も「東洋のベニス」と評価する文書を残しており、織田信長に屈服するまで自治を行う。同じく自治的性格を持っていたのは、一向宗の寺院を中心に形成された寺内町である。代表的寺内町には摂津国石山（大阪府）や越前国吉崎（福井県）、富田林（大阪府富田林市）などがある。同じく信長による一向一揆平定で解体する。

### 鉱山事業
室町時代、特に戦国時代に入るにつれ、鉱山開発が日本中で積極的に行われた。特に金山・銀山の開発が戦国大名により積極的に行われたほか、史料上初見となる天文二年（1533年）に博多の商人神屋寿禎が朝鮮から導入し石見銀山で実施した灰吹法による生産量の向上が特筆される。この灰吹法は、銀山でも有効であったが、それまでは砂金から取るのが普通であった金鉱山の開発にも大きく貢献した。

### 交通

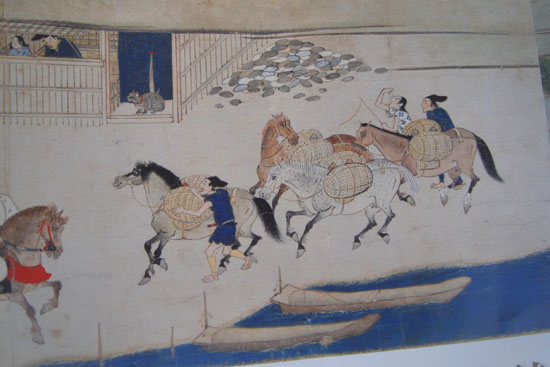
室町時代の馬借（『石山寺縁起絵巻』）

貨幣経済の浸透や庶民の成長による地方都市の発達、遠隔地の商品流通や年貢輸送のために街道が整備され、地方文化の交流も活発になる。陸上交通では馬借、車借などの陸上輸送業者、海上交通では廻船を用いて輸送や委託販売を行う中継業者の問丸が活躍する。これには鎌倉時代末期頃から行われていた貨幣経済が地方にも浸透していったことが大きい。港や街道の要所には幕府や寺社、地方領主らにより関所が設置され、関銭や津料を徴収していた。京都七関など。
- 日本の交通

## 対外関係

### 倭寇と西洋人来航
室町時代には倭寇（わこう）と呼ばれる無国籍海上勢力が活動し、14世紀の倭寇は前期倭寇、15世紀の倭寇は後期倭寇と呼ばれる。倭寇は朝鮮半島や中国沿岸部、東南アジアにわたる東アジア地域で活動し、海賊行為や密貿易などを行った。さらに世界史的には大航海時代を迎えており、ポルトガルやイスパニアなどのヨーロッパ人も東アジアで活動を広めていた。

### 日明関係
勘合貿易で倭寇と区別するために商業の町堺と九州の港町の博多と坊津（鹿児島県南さつま市坊津町坊）から出航し、寧波で勘合符を照査させる。
足利義持が明と貿易を一時停止するが、足利義教が勘合貿易を再開した。細川氏と大内氏が実権を巡り衝突（寧波の乱）して、以後大内氏が貿易の実権を握った。

### 日朝関係
朝鮮王朝との国交と貿易。足利義満は倭寇を取り締まり朝鮮との交易。
- 朝鮮通信使 - 足利義満からの使者と国書に対する返礼で1375年に足利義満に対して信（よしみ）を通わす使者として派遣されたのが始まりである。15世紀半ごろまで続いた。
- 応永の外寇 - 1419年（応永26年）におきた朝鮮による対馬襲撃
- 三浦の乱 - 三浦（乃而浦（鎮海市）、富山浦（釜山市）、塩浦）に定住する日本人が反乱。

### 琉球
1429年に中山王尚氏が三山を統一して琉球王国を建国すると、明朝の冊封を受けた。国家の経済を貿易に頼る琉球王国は明のほか、朝鮮、マラッカ王国やパタニ王国、安南やアユタヤー王朝などの東南アジアにも及ぶ広範囲で独自の中継貿易を行っていた。1414年には将軍足利義持が琉球王の献上物に対する返礼の書状を贈っており、室町時代には琉球が「日本」として認識されていた。

### 北方世界
鎌倉時代末期には蝦夷の反乱が鎌倉幕府を揺るがし、幕府滅亡後には蝦夷管領・安東氏が十三湊を本拠地に栄えるが、やがて南部氏の興隆により北州（蝦夷地、北海道）に逃れる。北州においては和人（大和民族）の居住勢力が広まり、土着のアイヌ民族との衝突が起こる。1457年にアイヌの酋長であるコシャマイン率いる部族が蜂起して、蠣崎氏や武田信広らと戦う。

## 文化・芸術

### 北山文化･東山文化
室町時代は、義満の時代と義政の時代に特徴的な文化が栄え、北山文化・東山文化と呼ばれることがある。南北朝時代の活力が背景にあり、3代将軍義満の時代（北山文化）は中央集権的で公家文化と武家文化の影響や中国文化の影響があるのに対し、8代将軍義政の時代（東山文化）は庶民的で「わび・さび」という禅宗などの影響が強いのが特色といわれる。応仁の乱での京都の荒廃を機に地方伝播し、惣村や都市の発達により成長していた庶民にも文化が浸透していった。
室町時代後期、戦国時代になると城郭建築が発展する。初期のものは戦争のための軍事施設としての用途が主目的であったが、領国が広がるにつれ豪壮華麗になっていく。鎌倉時代には寺社のみで使用されていた瓦が城郭に使われるようになり、やがて町屋にも広がることとなった。同時に茶の湯・能楽・書院造など今日、文化の原型と考えられているものがこの時代に確立された。
- 詳しくは室町文化･北山文化･東山文化の項を参照｡

### 建築・庭園
建築では、義満が北山に建造した鹿苑寺金閣は寝殿造と禅宗仏殿を融合させたもので、北山文化を代表する建築である。義政の建てた慈照寺銀閣は禅宗仏殿に書院造を合わせた建築であり、楼閣建築もこの時代の特徴と言える。また慈照寺内の東求堂同仁斎は四畳半の座敷で、初期書院造といわれ、今日の和風建築の原型になっている。このほか、商工業の発展に伴い、洛中洛外図屏風などには庶民の邸宅にも2階建ての家屋が描かれるなど、富裕層の増加を見ることができる。

### 連歌・茶の湯
上句と下句を連ねていく和歌である連歌は鎌倉時代から発達し、室町時代に最盛を迎える。宗祇や二条良基、宗長や心敬らの連歌師が出現し、大名や公家僧侶が寺社に集まり連歌会が催された。連歌は貴族から一般民衆の間にまで広まった。茶の湯は、南北朝時代に行われていた闘茶や茶寄合が、東山時代に村田珠光により侘び茶となり、戦国時代に千利休が完成させる。この茶道の流行は同時に陶磁器の発展を促した。美濃焼や楽焼など、中世六古窯とは別の、新たな窯業を発生させた。

### 絵画・彫刻

雪舟筆 天橋立図

絵画では足利将軍家の部下である同朋衆から能阿弥、真阿弥らによる山水画や、画僧である明兆・如拙・周文らを経て雪舟による水墨画が完成する。これには文化の担い手に宮廷や公家だけではなく、武家や武家との関係が強い禅宗寺院が存在したことが影響している。
狩野元信は水墨画と大和絵の技法を融合させ、のちに狩野派と呼ばれる。これらは仏絵などの宗教画と異なり、世俗的、あるいは芸術的な側面としての絵画の発生と言える。同時に、庶民階級の富裕化により、風俗屏風図や遊楽図など、風俗画というべき絵画も発生している。また、交易の発展による海外の絵画技術の影響が見られる。
彫刻ではそれまでの仏教彫刻に加えて、能面彫刻が作られるようになる。他方、鎌倉時代と比べると仏像彫刻が衰退した。旧仏教寺院から禅宗による新仏教寺院への変化や、公家政権下と異なり、武家政権下では新たな寺社の建立数が減ったことなど、複数の要因があると考えられている。いずれにしてもこの時代の仏像は慶派のような流派ではなく、個人の仏師が手がけた作例のほうが著名であり、全体としては少ない。その一方、城郭や書院の発達に伴い、建築の装飾彫刻は発展期にあたり、後の桃山建築を特色付ける木彫装飾の原型が室町時代後期に発生した。
また漆工にも高蒔絵や肉合研出蒔絵、切金の技法を蒔絵に応用するなど、伝統的な蒔絵技法のほかに新しい試みが行われた。蒔絵師の幸阿弥道長は土佐光信の下絵を使ったといわれており、絵画との融合も行われている。
また、武士階級の富裕化に伴い、刀剣の装飾などに使われる鍔の彫金など、金工業も独特の発展を遂げた。八代将軍足利義政に使えた後藤祐乗に始まる後藤家など、一般需要の町彫りとは別種の家彫りと呼ばれる流派の発生である。また、武具には七宝を用いた平田派などが知られるほか、冑の明珍派など、新たな一派が多く発生した。

### 能楽・狂言
足利義満の保護を受けた観阿弥・世阿弥元清の親子が鎌倉時代から行われていた猿楽・田楽を能楽として大成させる。世阿弥は「風姿花伝」で芸道論を著す。対話劇である狂言も成立した。

### 民衆文化
室町時代は惣村の成立や都市の発達により、農民とは別の都市部に住む庶民が文化の担い手になってくる時代でもあった。庶民の間では短編の読み物集である御伽草子が読まれ、狂言や小唄、幸若舞などの庶民芸能が流行する。食文化では、味噌、醤油、豆腐など日本料理の基本要素が出揃った。醤油を除き、中国から伝わっていた要素で、室町時代の商工業発達によって普及した（醤油の普及はやや遅れ、関西では江戸時代初期、江戸では中期）。

### 礼法
室町幕府3代将軍足利義満は、公家には公家の礼法、武家には武家の礼法があるとし、幕府の諸行事における公式の礼法を明確に定めた。小笠原長秀・今川左京大夫氏頼・伊勢武蔵守憲忠に「三議一統」を編纂させ、武士の一般常識をまとめさせた。小笠原貞慶は、「三議一統」後に加えられた記述をし、武家礼法を「小笠原礼書七冊」としてまとめた。指南役である高家（伊勢家、小笠原家、今川家（後の吉良家）の、 伊勢家は主に内の礼法（殿中の礼法）、小笠原家は主に外の礼法（主に弓馬礼法）を任せ 大名・旗本などに限って家伝（口頭伝承）により秘伝伝承した。今川家は書と画を任された。また、支配階層が身に付けるべき「能」（実践的な教養）であった「弓術・蹴鞠・庖丁」の内、庖丁を大草公次に命じて創始させた。

## 学問と思想

### 学問
室町時代の学問の担い手は主に禅僧や公家である。京都の五山を中心に禅僧の間で漢文学や朱子学の研究が行われ、五山文学と呼ばれる。五山は幕府の保護を受け、日明貿易を行う足利義満の外交的顧問役でもあった。無力化した公家は有職故実や和歌、古典の研究を行い、一条兼良や東常縁、三条西実隆などの公家より古典文化が守られた。応仁の乱で京都が荒廃すると、公家や禅僧は地方に移り、学問や文化の地方波及や庶民化が進む。関白一条兼良は越前国朝倉氏のもとへ身を寄せ、子は土佐国中村に土着して土佐一条氏となる。桂庵玄樹は肥後国及び薩摩国に招かれ、現地で朱子学の一派である薩南学派を開くが江戸時代には衰亡した。大内義隆に仕えていた南村梅軒は土佐に招かれて、同じく朱子学の一派の海南学派を開く。
また、この頃関東では、上杉憲実により足利学校が再興される。大内氏や堺、奈良の商人の間でも独自の出版が行われた。

### 宗教・思想
日本仏教では、禅宗は武家層にも広まり、武家の保護を受けた禅の五山が定められるなど仏教を通じて武家文化と貴族文化が融合するなど、室町文化に影響する。都市部では日蓮宗が広まり、京都では日親が布教活動を行い、町衆は信徒的な団結力で土一揆に対して戦う。1536年には日蓮宗は比叡山延暦寺と衝突して天文法華の乱と呼ばれる騒動となる。庶民の間では曹洞宗が広まる。
浄土真宗には本願寺派や高田派、仏光寺派、三門徒派などの宗派があったが、その中でも、本願寺派の蓮如が再興した本願寺派(一向宗とも呼ばれた)は、講と呼ばれる信徒集団を形成し、浄土真宗の宗派の中で最も有力な宗派となった。
本願寺派の信徒は、自らの宗派を守るために、信仰を基にして一向一揆を結び、団結した。本願寺派は、応仁の乱以降の戦国の騒乱の中では、加賀一向一揆を通じて加賀国を支配し、戦国大名に匹敵する勢力になり、室町幕府や様々な戦国大名と合従連衡を繰り広げた。
織田信長が上洛した際、信長は足利義昭を支持していたが、後に対立した。その際に、本願寺派は義昭を支持して信長に対抗し、石山合戦を繰り広げた。大坂の石山本願寺が落とされて以降は沈静する。
信長は日蓮宗の僧と浄土宗の僧と論争をさせる（安土宗論）。
神道では、吉田兼倶が吉田神道を創始する。
1549年にはヨーロッパからキリスト教がフランシスコ・ザビエルなどによってもたらされている。

### 史書
『増鏡』は四鏡の最後の史書で、後鳥羽天皇の即位から1333年に配流となっていた後醍醐天皇が京都に帰還するまでの宮廷社会の動向を記している。『太平記』は後醍醐天皇の即位から細川頼之が管領に就任するまでの南北朝時代を扱っており、軍記物語の性格が強く室町時代から江戸時代にかけて太平記よみと呼ばれる物語僧によって庶民にも語られていた。『梅松論』は足利尊氏の正当性を強調して書かれた史書であるが、成立は太平記よりも早く、資料性は高い。『神皇正統記』は、南北朝時代に南朝の北畠親房が関東で勢力を集めるために南朝の正統性を神代から記した所で、のちの皇国史観に繋がるイデオロギー的性格の強い史書であった。『難太平記』は今川貞世が著した史書で、太平記の誤りを訂正しつつ、今川氏の事績を中心に書かれている。『明徳記』は1391年の明徳の乱の経過が書かれている、『応永記』には1399年の応永の乱や南北朝合体の記述が、『永享記』には永享の乱を中心とした関東の情勢が、『応仁記』には足利義政の治世から応仁の乱の様子が記されている。また、江戸幕府が幕末に編纂した史書として『後鑑』があり、1333年から1597年に至るまでの史実を編年体で記し、各項目に出典となった各種資料を直截採録する形式となっている。
この他、史書ではないが、日記史料としては、洞院公賢の『園太暦』、中原師守の『師守記』、中原康富の『康富記』、山科言継の『言継卿記』などが特に重要である。